# ميشيل زيترون
ميشيل زيترون (بالإنجليزية: Michel Zitron)‏ هو منتج تسجيلات سويدي وكاتب أغاني ومغني ودي جي.عمل جنبًا إلى جنب مع شريكه في الموسيقى جون مارتن مع أفيتشي، وأليسو، وأفروجاك، وتايو كروز، وتيني تيمبا وأبرزها سويدش هاوس مافيا.

## روابط خارجية
- ميشيل زيترون على موقع IMDb (الإنجليزية)
- ميشيل زيترون على موقع ميوزك برينز (الإنجليزية)
- ميشيل زيترون على موقع ديسكوغز (الإنجليزية)